# 蒙氏無鬚魮
蒙氏無鬚魮（学名：Puntius montanoi）是輻鰭魚綱鯉形目鯉科无须魮属的一個種，分布於亞洲菲律賓民答那峨島Simulao河流域，體長可達9公分，棲息中底層水域。